# Tuffi alla XXIX Universiade - Trampolino 3 metri sincro maschile
Il concorso dei tuffi dal trampolino 3 metri sincro maschile dell'Universiade di Taipei 2017 si è svolto il 25 agosto 2017 all'University of Taipei (Tianmu) Shin-hsin Hall B1 Diving Pool.

## Risultati

### Finale
| Class.  | Atleti                                          | Nazione       | Tuffi | Tuffi | Tuffi | Tuffi | Tuffi | Tuffi | Totale |
| Class.  | Atleti                                          | Nazione       | 1     | 2     | 3     | 4     | 5     | 6     | Totale |
| ------- | ----------------------------------------------- | ------------- | ----- | ----- | ----- | ----- | ----- | ----- | ------ |
| Oro     | Ilia Zakharov Evgeny Kuznetsov                  | Russia        | 49.80 | 52.80 | 71.28 | 89.25 | 80.58 | 84.36 | 428.07 |
| Argento | Woo Ha-ram Kim Yeong-nam                        | Corea del Sud | 50.40 | 52.20 | 72.42 | 83.64 | 70.35 | 88.92 | 417.93 |
| Bronzo  | Gabriele Auber Lorenzo Marsaglia                | Italia        | 45.60 | 49.80 | 78.75 | 66.03 | 78.54 | 68.40 | 387.12 |
| 4       | Oleksandr Horshkovozov Oleh Kolodiy             | Ucraina       | 51.00 | 44.40 | 84.66 | 69.75 | 61.56 | 72.42 | 383.79 |
| 5       | Dashiell Riley Enos Henry James Fusaro          | Stati Uniti   | 49.20 | 48.00 | 72.90 | 68.40 | 72.54 | 72.42 | 383.46 |
| 6       | Adan Emidio Zuniga Rodrigo Diego                | Messico       | 48.60 | 48.00 | 76.50 | 85.50 | 74.46 | 50.31 | 383.37 |
| 7       | Andrzej Rzeszutek Kacper Jakub Lesiak           | Polonia       | 47.40 | 45.00 | 65.70 | 68.82 | 58.14 | 68.34 | 353.40 |
| 8       | Frithjof Seidel Nico Rene Herzog                | Germania      | 48.60 | 42.00 | 63.90 | 67.32 | 59.40 | 66.96 | 348.18 |
| 9       | Simon Baptiste Rieckhoff Jonathan Alexan Suckow | Svizzera      | 47.40 | 42.60 | 64.80 | 60.18 | 66.96 | 59.40 | 341.34 |
| 10      | Leong Kam Cheong Tang Hio Fong                  | Macao         | 40.20 | 37.20 | 48.96 | 49.41 | 46.80 | 38.25 | 260.82 |